# Lyrics of a Pimp
Lyrics of a Pimp – kompilacja amerykańskie zespołu hip-hopowego 8Ball & MJG. Zawiera utwory z ich pierwszego albumu Listen To The Lyrics i inne niewydane utwory.

## Lista utworów
1. „Intro” – 2:12
2. „Listen to the Lyrics” – 4:59
3. „Kick da Shit” – 3:57
4. „Pimp'N My Own Rhymes” – 3:10
5. „Niggas Like Us” – 4:35
6. „Smokin' Chicken” – 3:44
7. „Armed Robbery” – 2:54
8. „Playaz Dream” – 2:07
9. „The Fat Mack” – 4:21
10. „Got 2 Be Real” – 4:03
11. „Bitches” – 4:26
12. „Listen to the Lyrics” – 4:47
13. „Pimps in the House” – 2:33
14. „Its a Pimp Thang” – 3:51